# Kanton La Fère
Kanton La Fère (fr. Canton de La Fère) byl francouzský kanton v departementu Aisne v regionu Pikardie. Tvořilo ho 20 obcí. Zrušen byl po reformě kantonů 2014.

## Obce kantonu
- Achery
- Andelain
- Anguilcourt-le-Sart
- Bertaucourt-Epourdon
- Brie
- Charmes
- Courbes
- Danizy
- Deuillet
- La Fère
- Fourdrain
- Fressancourt
- Mayot
- Monceau-lès-Leups
- Rogécourt
- Saint-Gobain
- Saint-Nicolas-aux-Bois
- Servais
- Travecy
- Versigny